# 亞當·雅諾斯
亞當·雅諾斯（1992年7月20日—）是一位捷克足球運動員。在場上的位置是中場。他現在效力於捷克足球甲級聯賽球隊伊赫拉瓦足球俱樂部。他也代表捷克國家青年足球隊參賽。